# 卵形开腹蛤
卵形开腹蛤（学名：Gastrochaena ovata），是海螂目开腹蛤科开腹蛤属的一种。主要分布于南海，常栖息在浅海，以其形状极特别的副壳固着于其他贝壳上。